# Kväveoxidsyntas
Kväveoxidsyntas (Nitric oxide synthases (NOS)) (EC - 1.14.13.39)är enzymer som katalyserar produktionen av kväveoxid (NO) från L-arginin. Kväveoxid är en viktig signalsubstans och påverkar bland annat vasodilationen i glatt muskulatur. Den får glatt muskulatur att slappna av och blodkärlen runt muskulaturen att expandera.
I däggdjur finns det tre kända isoformer av kväveoxidsyntas, neuronal kväveoxidsyntas (nNOS), endotelial kväveoxidsyntas (eNOS) och inducerbart kväveoxidsyntas (iNOS). De konstitutiva enzymen nNOS och eNOS har en kalciumreglerad aktivitet och frisläpper låga doser kväveoxid. iNOS som aktiveras av proinflammatoriska cytokiner släpper ut stora mängder kväveoxid vid aktivering. 